# Kasztelania mazowiecka
Kasztelania mazowiecka – kasztelania mieszcząca się niegdyś w województwie mazowieckim.

## Kasztelanowie mazowieccy
| Imię i nazwisko        | Okres urzędowania | p.    |
| ---------------------- | ----------------- | ----- |
| Teodor Szydłowski      | 1768 - 1779       | [ 2 ] |
| Franciszek Podoski     | 1779 - 1791       | [ 2 ] |
| Aleksander Brzostowski | 1791 - 1795       | [ 2 ] |